# Hydraethiops melanogaster
Hydraethiops melanogaster — вид змій родини полозових (Colubridae). Мешкає в Центральній Африці.

## Поширення і екологія
Hydraethiops melanogaster мешкають в Камеруні, Центральноафриканській Республіці, Екваторіальній Гвінеї, Габоні, Республіці Конго і Демократична Республіка Конго. Вони живуть у вологих тропічних лісах і в галерейних лісах в саванах, на берегах струмків. Зустрічаються на висоті до 1250 м над рівнем моря. Живляться земноводними і рибами, зокрема морміровими (Mormyridae).